# عبد الله أوزتورك
عبد الله أوزتورك، لاعب تنس طاولة بارالمبي من تركيا، مواليد 1 تشرين أول (أكتوبر) 1989. يلعب عبد الله ضمن منافسات الفئة 4 في الألعاب البارالمبية.
مثّل عبد الله أوزتورك تركيا في الألعاب البارالمبية الصيفية 2012 التي أقيمت في لندن.
عام 2014، فاز بميدالية فضية مع علي أوزتورك ونسيم توران في منافسات الفرق الفئة C5 في بطولة العالم لتنس الطاولة لذوي الاحتياجات الخاصة التي أقيمت في بكين.
فاز عبد الله مع شريكيه علي أوزتورك ونسيم توران في منافسات الفرع الفئة C4 عام 2014 في بطولة ليغنانو المفتوحة في إيطاليا. كما فاز بالميدالية الذهبية في تنس الطاولة في الألعاب البارالمبية الصيفية 2016. اعتباراً من الأول من حزيران (يونيو) 2016، احتل عبد الله المرتبة الثانية في فئة إعاقته على مستوى العالم.